# السليل
السُليّل هي محافظة سعودية والمركز الإداري لمحافظة السليل التابعة لمنطقة الرياض في المملكة العربية السعودية. وتبعد عن العاصمة الرياض جنوبًا 540 كم تقريبًا، ويبلغ عدد سكانها 35,271 نسمة حسب تعداد السعودية 2022.

## الموقع
تقع السليل محافظة السليل في الجزء الجنوبي الشرقي لمنطقة الرياض على ارتفاع 600م عن سطح البحر ومناخها قاري شديد الحرارة صيفا بارد شتاء، وتقع على خطي طول 24-25 وخطي عرض 28-20 وتشرف على منطقة كبيره من الربع الخالي. وكانت أبرز مقومات الاستيطان هي وفرة المياه وتوسط المكان وكثرة الأشجار وتنوعها، فاستوطنها قبيلة الوداعين من قبائل الدواسر واشتغلوا بالزراعة وشكلوا حاضرة من حواضر نجد المهمة.

## التسمية
سميت مدينة السليل بهذا لأنها تقع على ملتقى عدة مساييل فيتخلل المدينة مجرى مسيلها الكبير باتجاه الجنوب، وتنبت العديد من الأشجار البرية في أطرافه، إلا أن أكثرها أشجار السلم (سليل السلم) وبسبب ذلك جاءت تسمية السُـليـّـل.

## المعالم التاريخية
تحتوي محافظة السليل على معالم قديمة وتاريخية وبعضها لم يسجل إلى الآن، منها:
- برج ال بنيـّـان، هو برج شيَده ال بنيان وهم أمراء آل سويلم، الوداعين، الدواسر.
- قرية الفاو، وهي من المعالم القديمة جدًا وتعود إلى ما قبل الميلاد.
- مقابل آل سويلم، هو قصور قديمة تراثية في تجمع سكني مكون من بيوت ومساكن متجاورة تعود لآل سويلم، الوداعين، الدواسر.
- قصور آل حنيش، هي قصور وبيوت تراثية تقع في الجزء الجنوبي من مدينة السليل وتعود لآل حنيش، الوداعين، الدواسر.

## معرض الصور

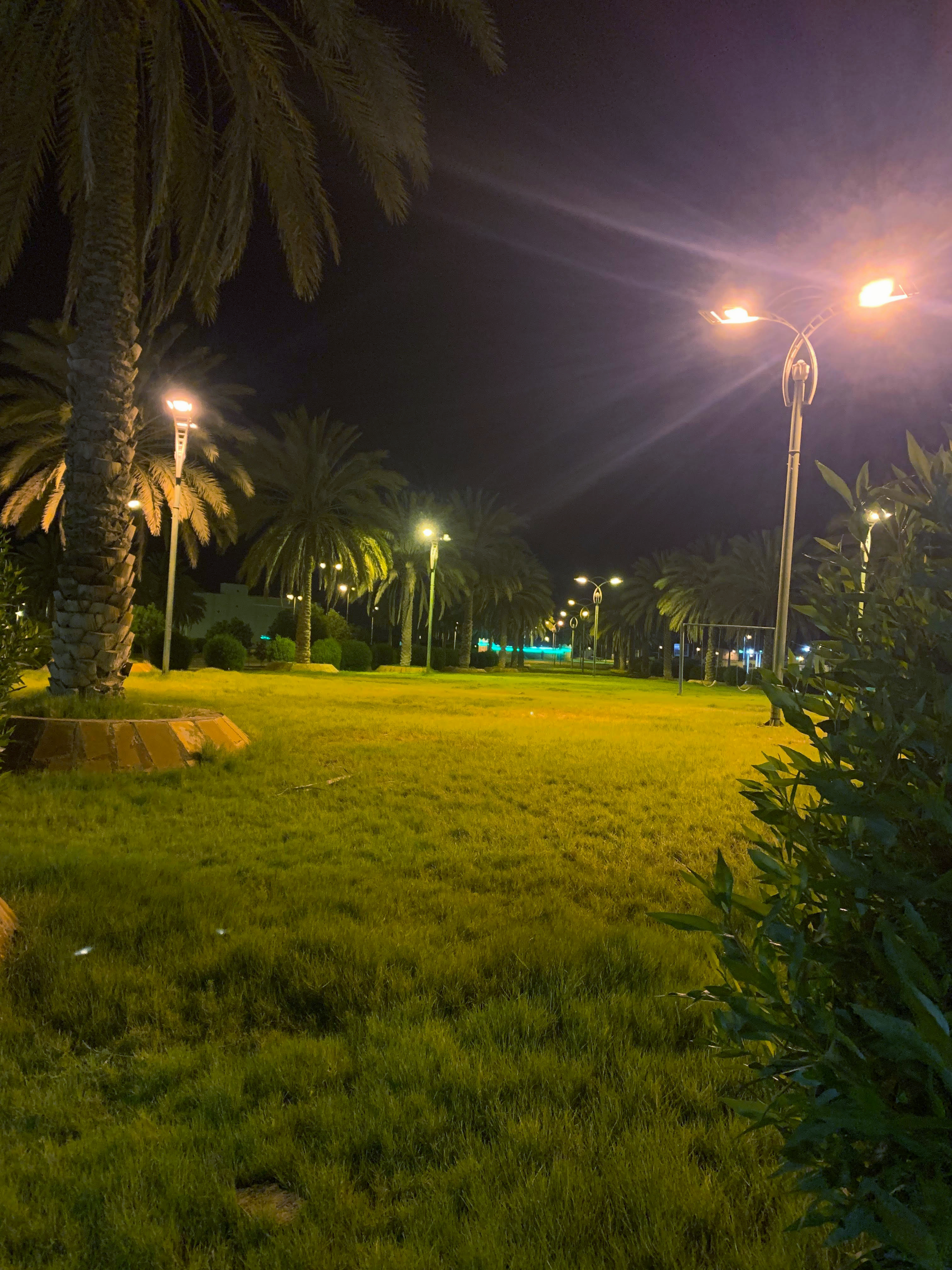
المتنزه المجاور للممشى

## وصلات خارجية
- الموقع الرسمي لمحافظة السليل